# ان‌جی‌سی ۵۶۷۸
ان‌حی‌سی ۵۶۷۸ (انگلیسی: NGC 5678) یک کهکشان مارپیچی میله‌ای در صورت فلکی اژدها است که در ۱۷ آوریل ۱۷۸۹ توسط ویلیام هرشل کشف شد.